# Шашков, Александр Зосимович
Алекса́ндр Зо́симович Шашко́в (20 декабря 1957 года, Москва) — российский журналист и телеведущий.

## Биография
Александр Шашков родился 20 декабря 1957 года в Москве в семье наркома речного флота СССР Зосимы Алексеевича Шашкова. Первоначально поступил на арабское отделение Института стран Азии и Африки при МГУ, но уже на первом курсе перешёл на журфак МГУ, который окончил в 1982 году.
Работал на иновещании в Гостелерадио СССР — в Отделе вещания на Францию.
С 1991 года — корреспондент Первого канала (Первой программы) ЦТ СССР (с декабря того же года — РГТРК «Останкино»), там же вёл утреннюю информационно-музыкальную программу «90 минут».
С 1992 по 1994 год — корреспондент, ведущий информационной программы «Вести» на РТР. Работал в эфире в дни политического кризиса в октябре 1993 года.
В 1994 году пришёл на НТВ. Работал специальным корреспондентом программ «Сегодня» и «Итоги». Вёл программы «Сегодня в полночь», «Сегодня днём» и «Сегодня».
С января по декабрь 1997 года вёл программу «Герой дня» на том же телеканале.
Перед новогодними праздниками 1998 года Шашков покинул НТВ, и в январе 1998 года стал ведущим телеканала «ТВ Центр». Вёл вечерние выпуски новостей этого канала и аналитическую программу «День седьмой».
В августе 1998 года вернулся на НТВ в качестве обозревателя программ «Сегодня» и «Итоги». Проработал на канале до известных событий 14 апреля 2001 года, связанных с переходом НТВ под контроль корпорации «Газпром». В своём заявлении об увольнении Борису Йордану он написал всего лишь одно слово — «Увольте».
С мая 2001 по январь 2002 года работал обозревателем Службы информации ЗАО «МНВК» (ТВ-6). С июня 2002 по июнь 2003 года — в аналогичной должности в ЗАО «Шестой телеканал» (ТВС). Готовил репортажи для программ «Сегодня на ТВ-6», «Сейчас», «Новости ТВС», «Итоги» и «Ничего личного».
С 2003 года работает в русской редакции телеканала «Euronews», где читает новости за кадром.
С 2012 года возглавляет московское представительство телеканала Euronews.

## Семья
Женат на бывшей ведущей программы «120 минут» Екатерине Гриценко, имеет двух дочерей.
Братья Валерий (1946 г.р.) и Алексей (1944-2022). В 2022 году брат Алексей погиб вместе со своей женой на пожаре в собственном доме в Одинцовском районе Московской области 